# کراکوف (شهر تاریخی)
کراکوف (انگلیسی: Kraków Old Town) یک شهر تاریخی و میراث جهانی یونسکو در لهستان است. این شهر جزء جاذبه‌های گردشگری در کراکوف می‌باشد.

## نگارخانه

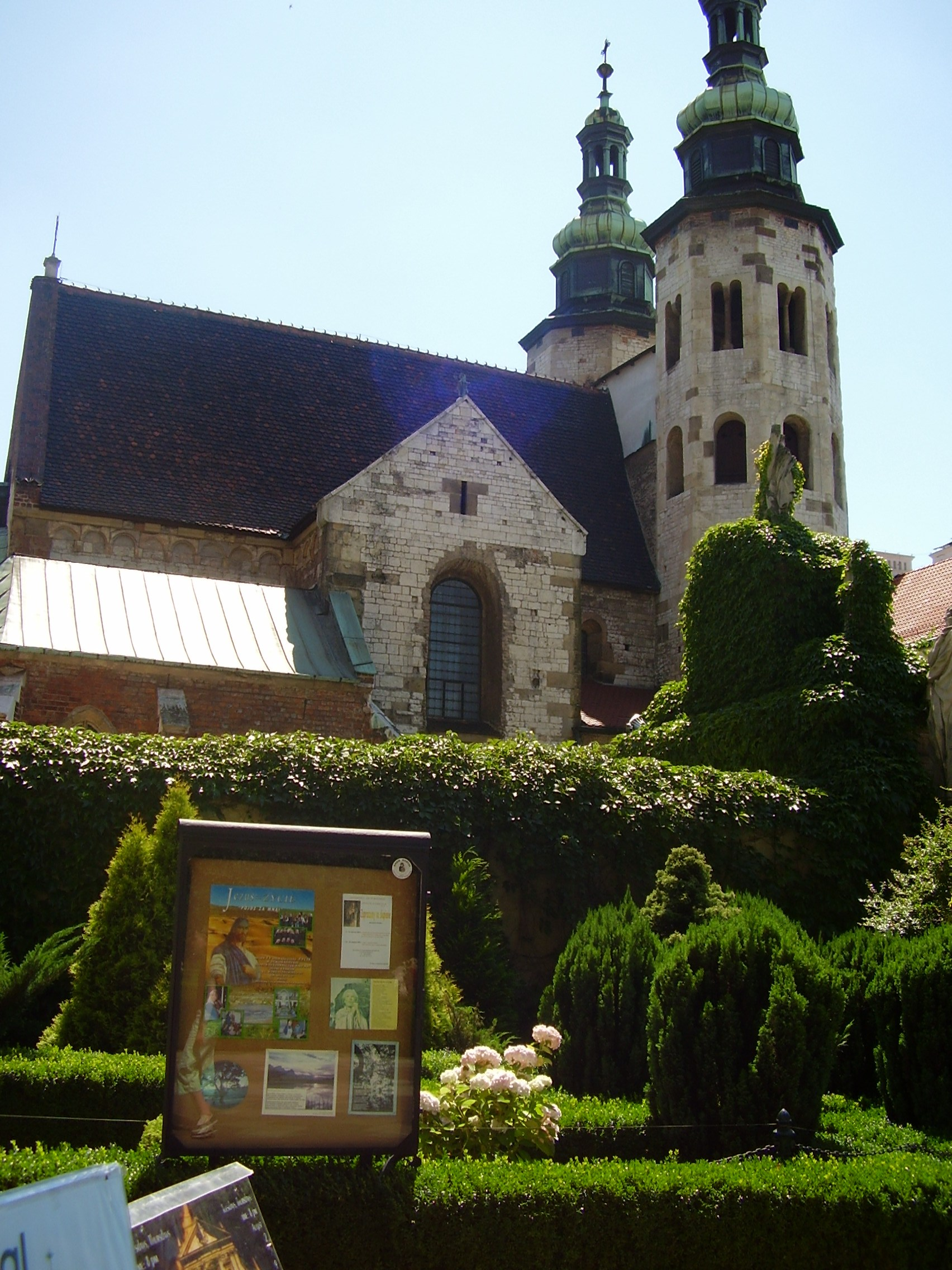
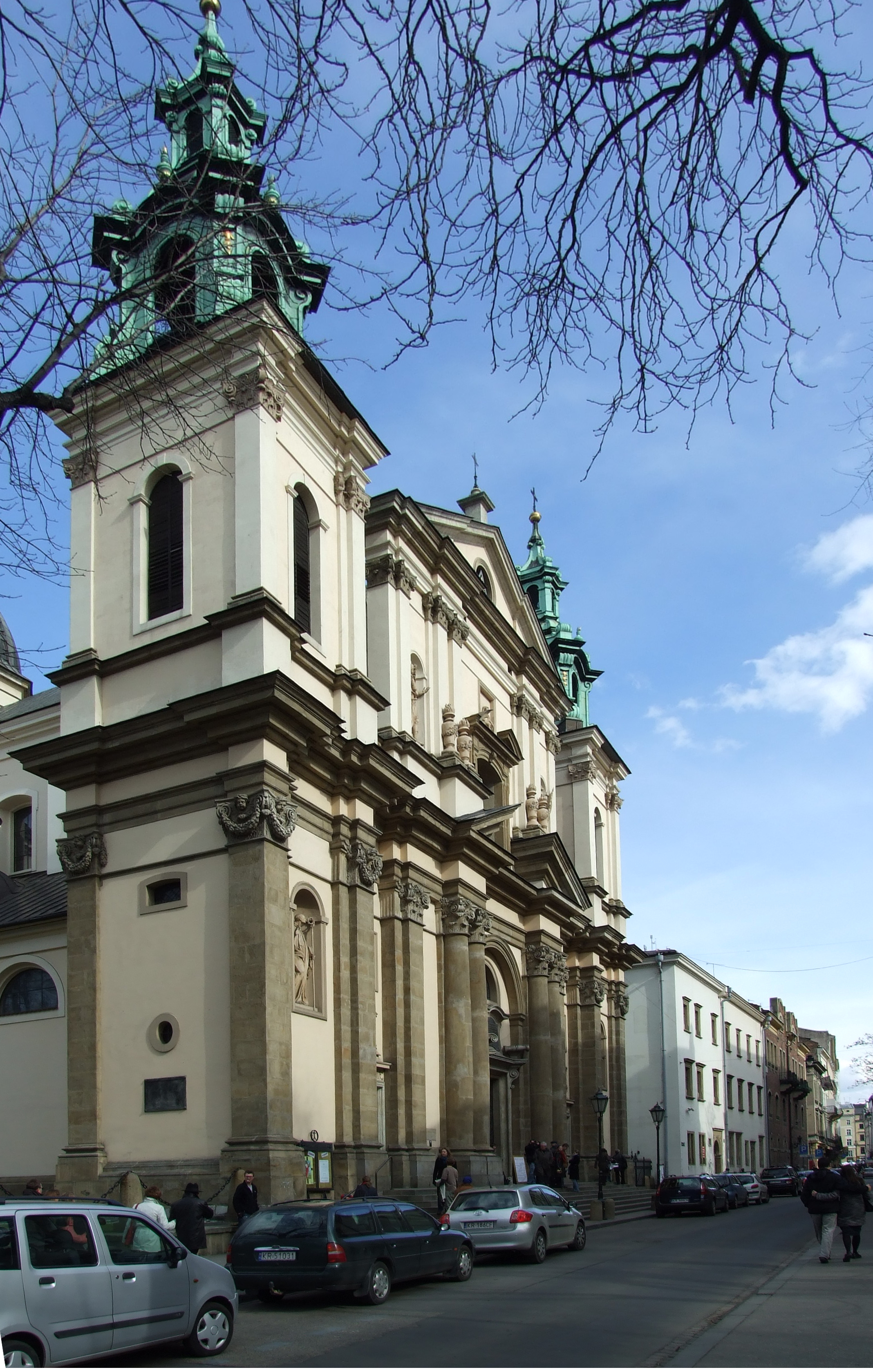
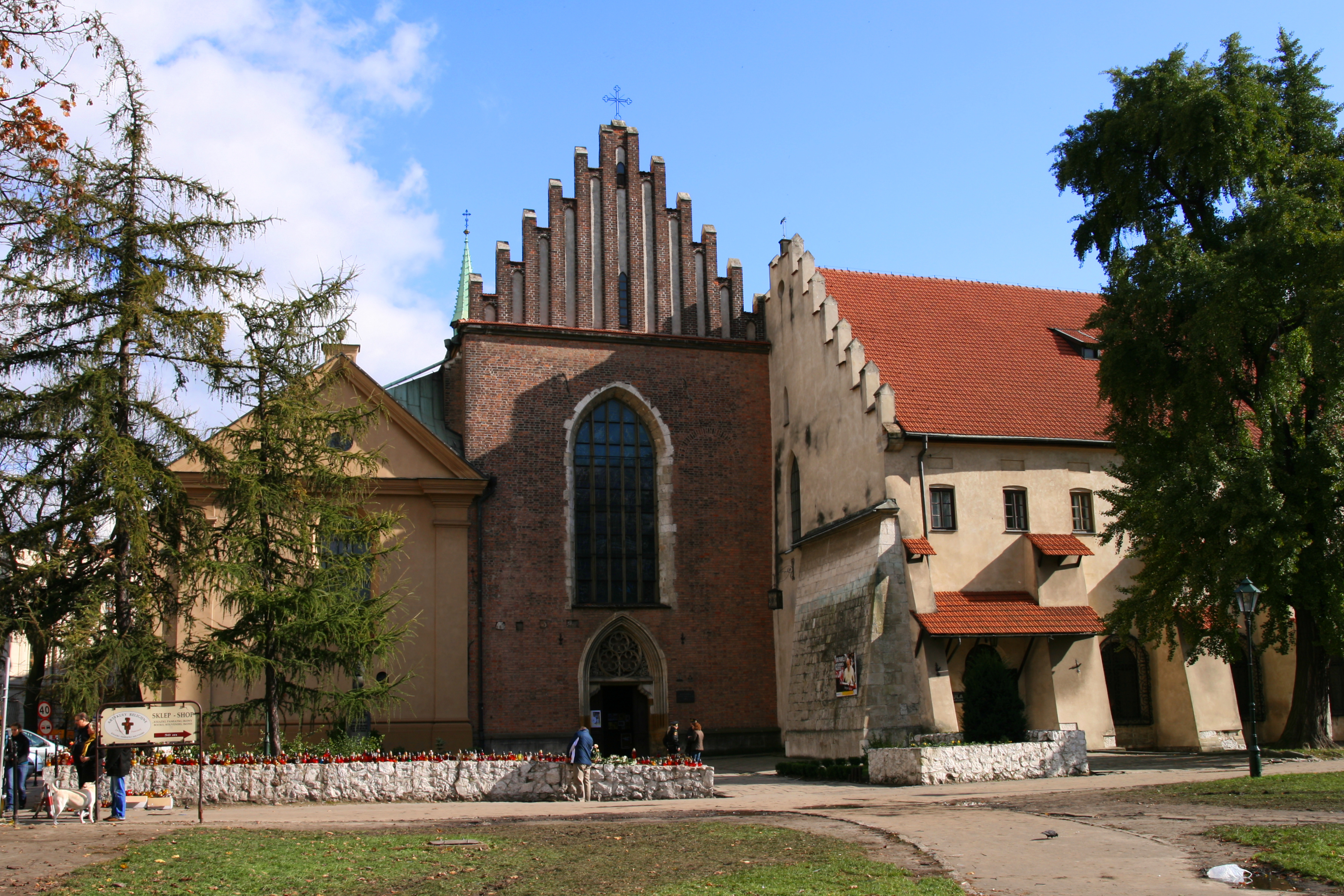
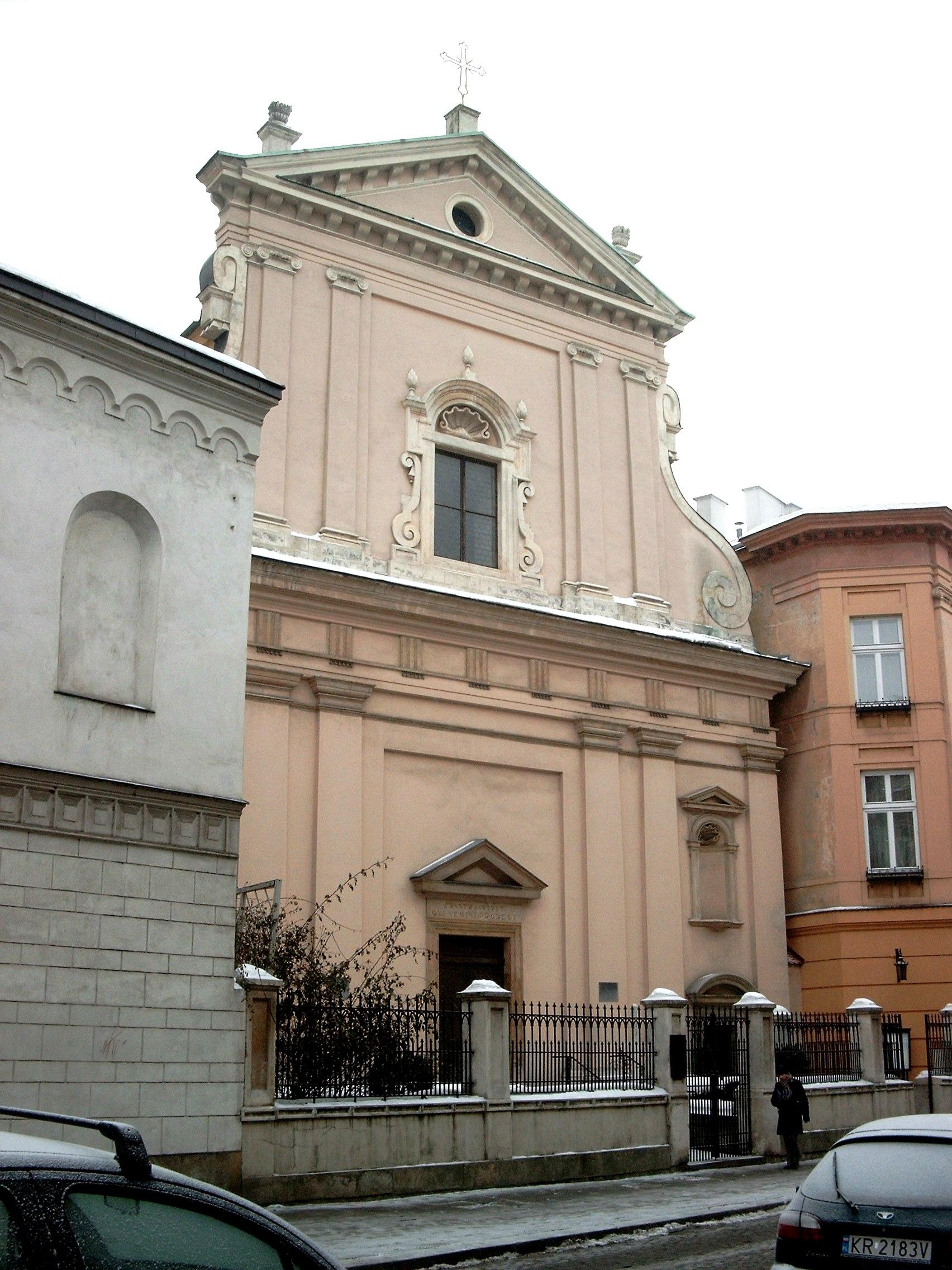
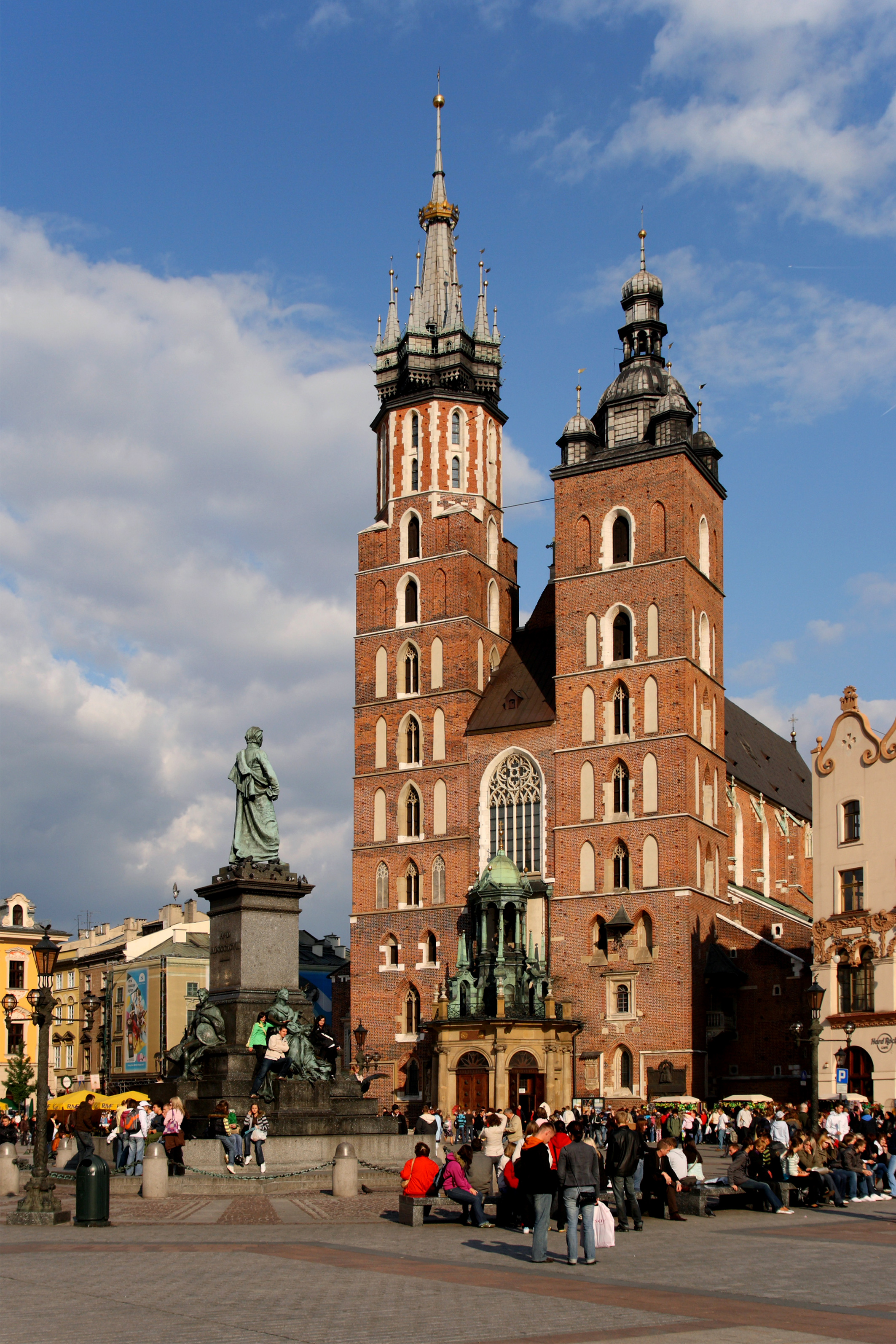
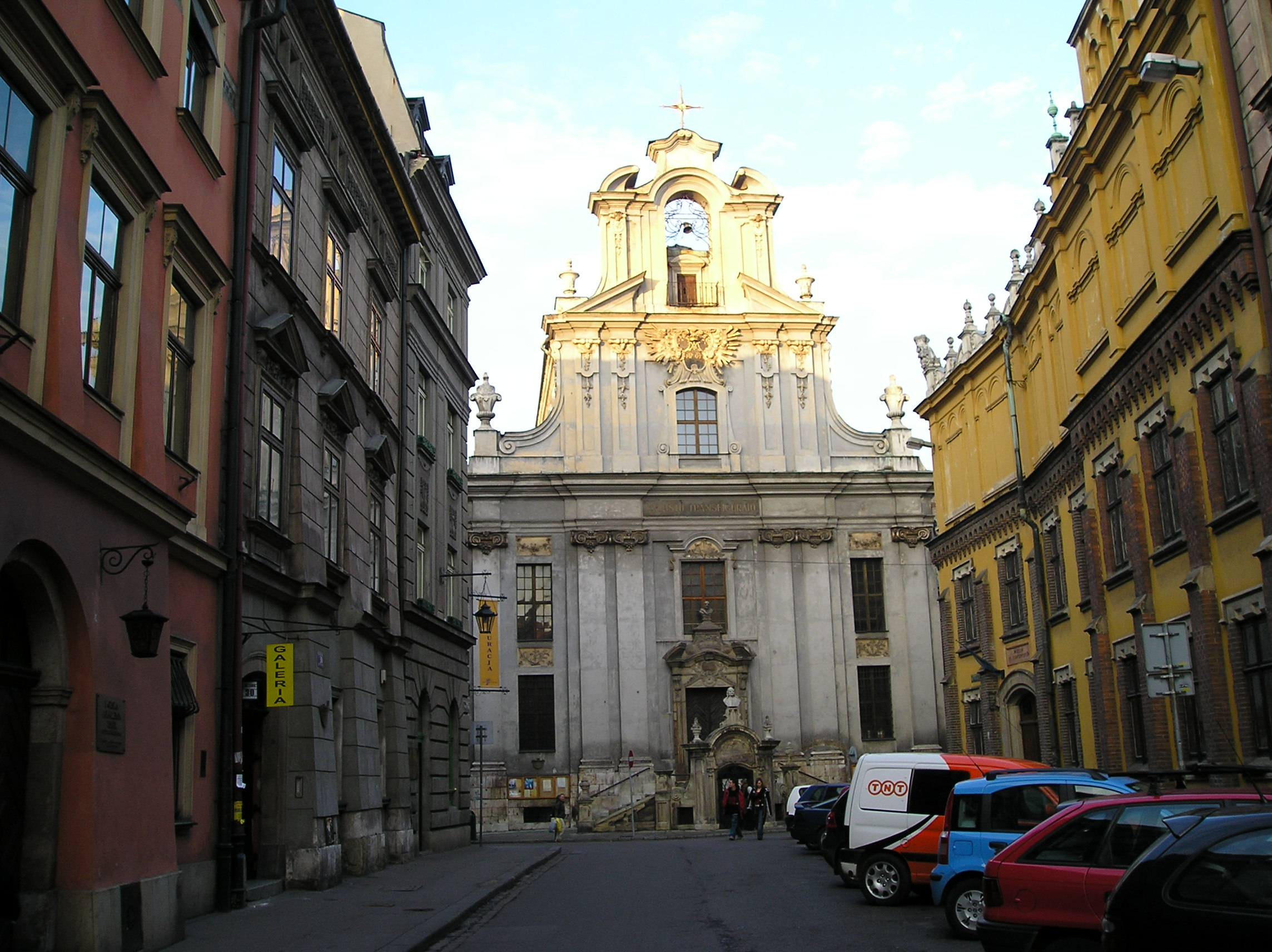
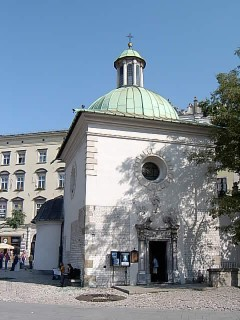
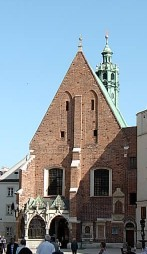
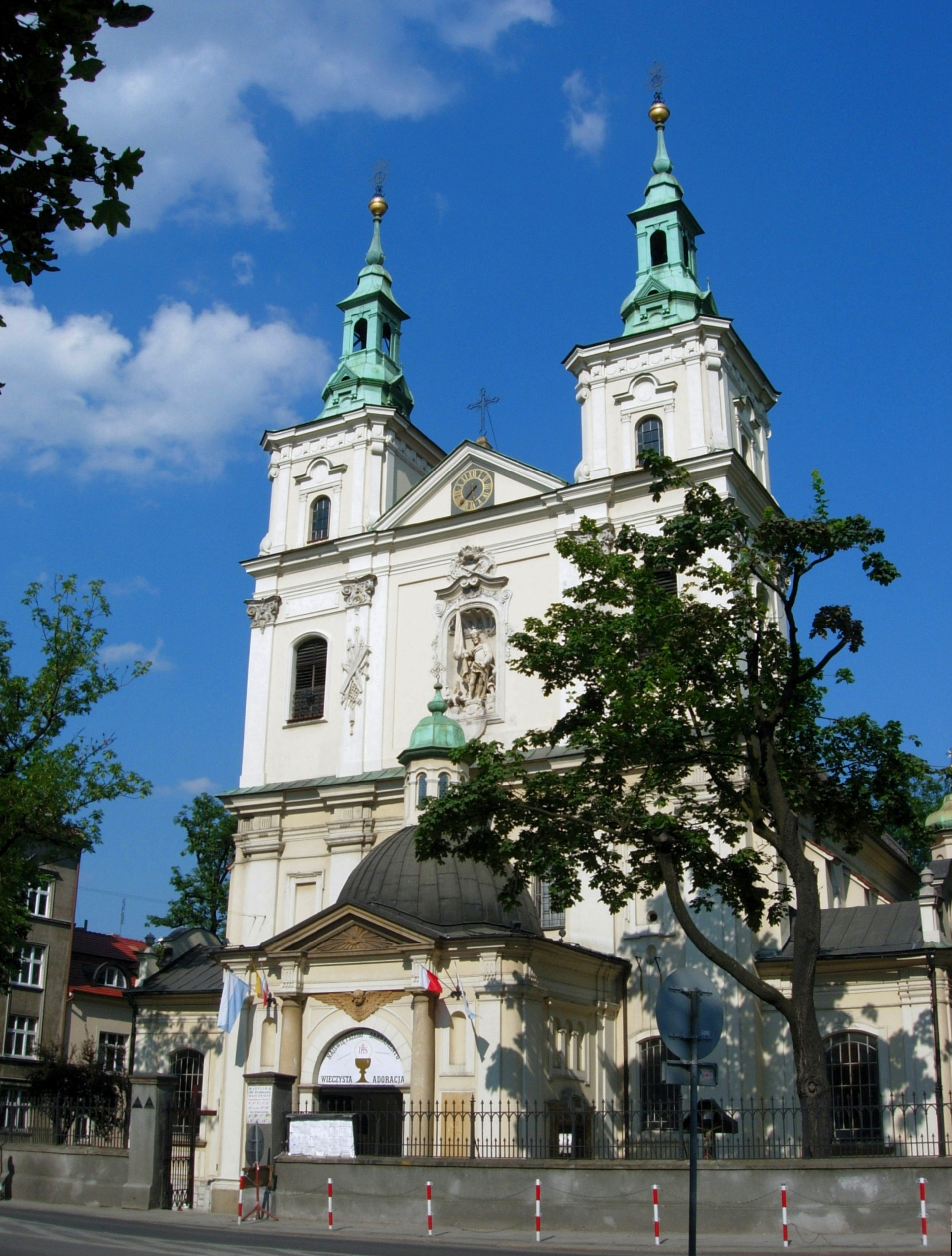
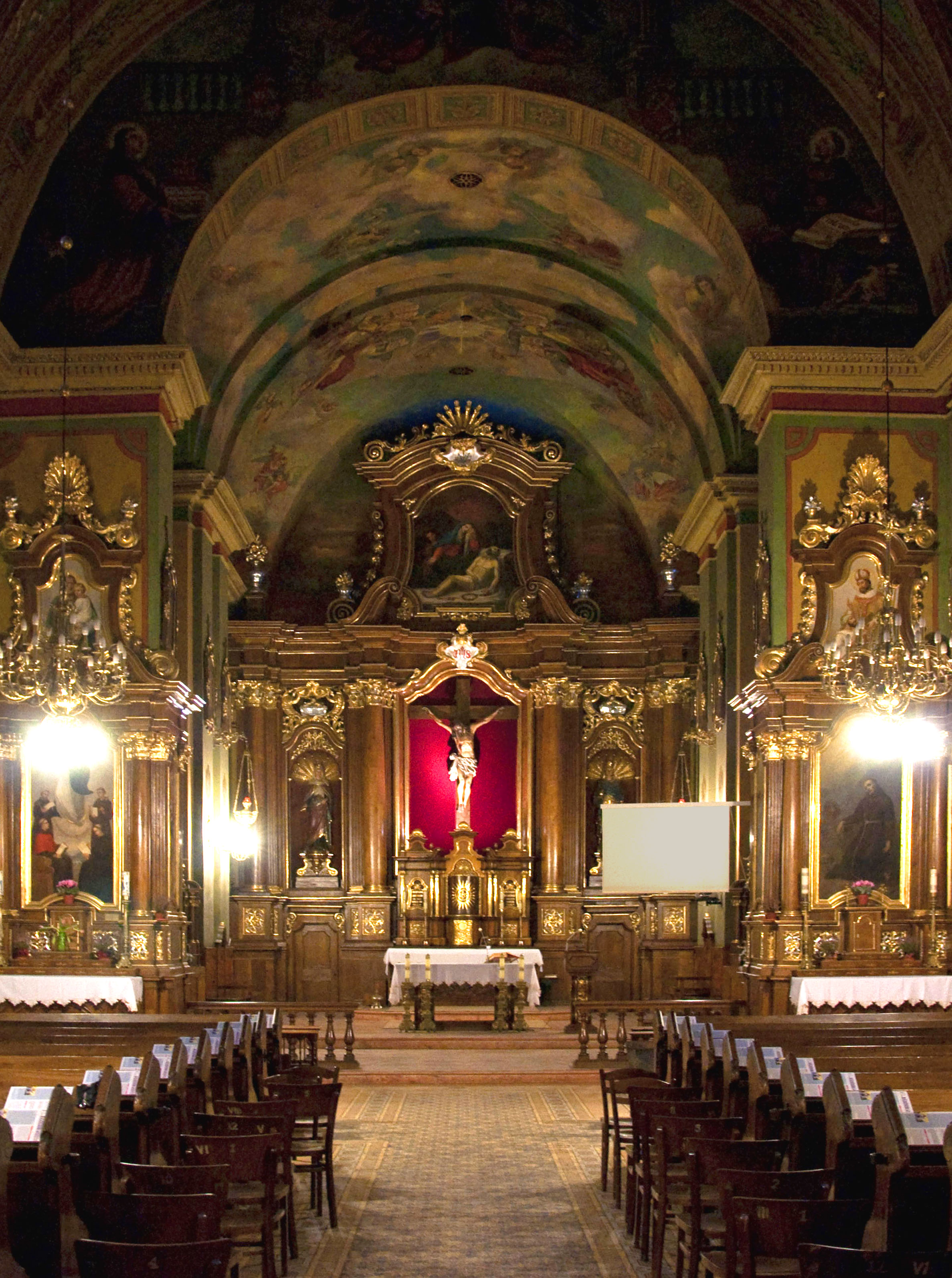